# Saga (Mariestad)
För andra betydelser, se Saga (olika betydelser).
Saga Biografen är en biograf som ligger i centrala Mariestad på Kungsgatan 1 och är i dagsläget (2011) den enda biografen i Mariestad. Biografen har två salonger som tillsammans rymmer totalt 206 personer. Handikappsplatser finns det reserverade utrymmen för i gångarna. Biografen Saga tillhör biografkjedjan Svenska Bio.